# 고려박물관

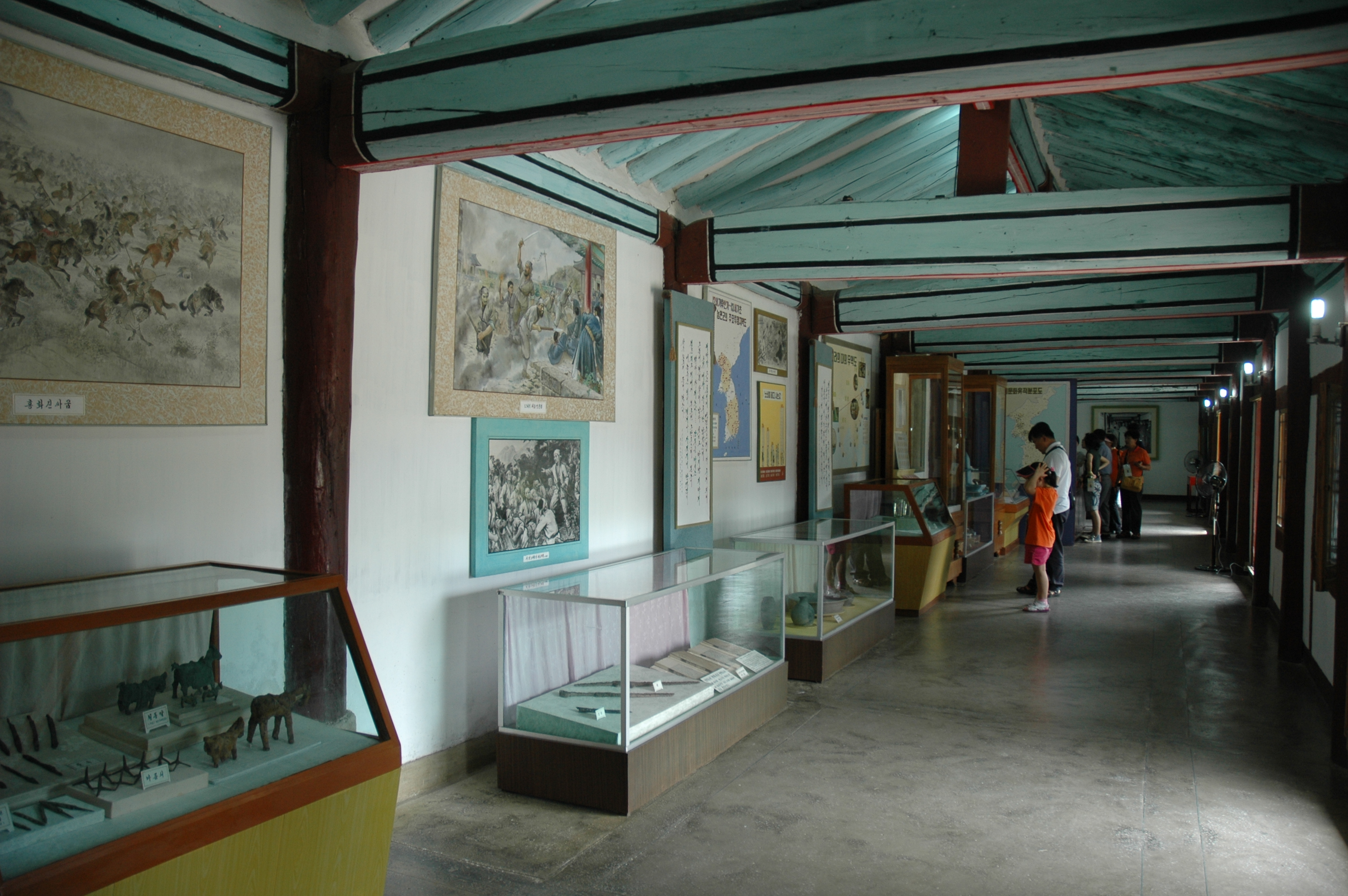

고려박물관(高麗博物館)은 개성특별시(경기도 개성시 고려동)에 위치한 박물관이다. 따라서 개성 고려박물관이라고도 한다.
소재한 건물은 고려시대 최고의 교육기관이었던 성균관(成均館)이다. 그러나 조선시대에는 성균관의 이름만 가지고 있었을 뿐 향교의 기능을 수행하고 있었다.
개성 고려박물관은 1987년에 개관되었다. 12동의 본관, 6동의 분관으로 구성되어 있으며, 총면적은 7만m2이다. 내부는 약 1,000건의 역사적인 유물, 외부는 석탑 등이 전시되어 있다.
위성사진을 통해 본 결과, 2010년대 들어 개성성균관 서쪽에 현대식 건물을 지어놓은 것으로 확인된다.

## 전시 내용
- 제1호 전람관
고려의 성립과 발전에 관련된 전시
- 제2호 전람관
금속활자인쇄의 발전과 세계에 끼친 영향 등, 조선시대의 인쇄공업에 관련된 전시
- 제3호 전람관
석가의 동상(銅像). 약 8천권의 불교서적 전시
- 제4호 전람관
철, 청동 등 금속 및 돌로 제작된, 공업에 있어서의 예술작품 전시
- 관외(館外) 문화재
  - 현화사(玄化寺) 석탑 및 석비(石碑)
7층석탑과 석비로 이루어졌으며, 탑의 높이는 864cm. 고려 초인 1020년 건립되어, 북한 국보 41호
  - 흥국사(興國寺) 석탑유적
고려 왕가를 위해 1021년 건립.
  - 5층석탑
951년 건설되었다. 원래 불일사(佛日寺)의 금전(金殿)에 있었으나, 1960년 현위치로 이설(移設).
  - 개국사 석등(開國寺 石燈)
935년 세워진 석등이다.

## 같이 보기
- 개성부립박물관
- 정조문